# Hana Gregorová (spisovatelka)
Hana Gregorová (30. ledna 1885 Turčiansky Svätý Martin – 11. prosince 1958 Praha) byla slovenská spisovatelka, překladatelka, redaktorka, osvětová pracovnice a obhájkyně emancipačních snah žen.

## Životopis

### Mládí
Narodila se v rodině barvíře Jána Lilge (1832–1909) a Marie roz Jamnické (1849–1926). Měla sestru botaničku Ľudmilu Thurzovou (1881–1971) a bratra Ivana Lilge-Lyseckého evangelického kněze (1886–1918).
Na základní školu chodila ve svém rodišti. Byla to nadaná dívka a ráda četla knihy. Dívky té doby viděly svoji budoucnost v „dobrém“ sňatku, a to bylo také přání matky. Ale učitelé Haně radili, aby pokračovala ve studiu na Učitelském ústavu, matka to nedovolila. Teprve po svatbě (1907) se Hana začala vzdělávat sama.
S Jozefem Gregorem, bankovním úředníkem se seznámila na zkoušce ochotnického divadla. Byl již známý spisovatel a Haně se líbilo, že ji doporučil zajímavou literaturu. Hana byla členkou Slovenského „zpevokole“ v Martině (1903–1906) a jako ochotnická herečka ztvárnila řadu divadelních rolí. Hrála i pod režijním vedením Jozefa Gregora-Tajovského. Písemně Hanu požádal o ruku. Ona mu také písemně odpověděla, souhlasila. Netajila se však tím, že si ho vezme i proto, že je spisovatel.

### Rovnoprávnost v manželství
V roce 1907 se provdala a žili s manželem v Nădlacu, kde Tajovský pracoval v Lidové bance. Hana hrála divadlo, působila ve spolku Kruh, sbírala místní výšivky. Manželé se přestěhovali do Prešova, města, které bylo v té době více maďarské než slovenské. Hana se rozhodla „propagovat“ slovenskou literaturu, rozdávala slovenské knihy. Ve své domácnosti pořádala literárně-kulturní besedy, kde se setkávali literáti, studenti a přátelé. Pokračovala ve shromažďování výšivek pro martinské a pražské muzeum.
V roce 1912 se manželé vrátili do Martina. Soužití introvertního Jozefa a společenské Hany způsobovalo složité situace v jejich společném životě. Hana odešla do Prahy, ale na naléhání manžela se vrátila zpět do Martina. Věnovala se přednáškové činnosti. Svými přednáškami a svou prvotinou Ženy se vyjadřovala k otázkám zrovnoprávnění a emancipace žen v Čechách i na Slovensku. Zpočátku její myšlenky nebyly intelektuálními kruhy na Slovensku přijaty, spíše pobuřovaly. Pokračovala v přednáškách v Plzni a Praze, s mnohými osobnostmi českého kulturního a veřejného života si vytvořila celoživotní přátelství.
V roce 1915 Tajovský narukoval do Rakousko-uherské armády, Hana zůstala v Martině a v roce 1916 se jí v Budapešti narodila dcera Dagmar (1916–2004). Prožívala válku osamělá se zdravotními a existenčními problémy. Po skončení války pracovala v redakci deníku Slovenský východ v Košicích (1918–1919), přijala práci jako referentka pro Slovensko na „Ministerstvu školství a národní osvěty“ v Praze. Po návratu Tajovského se přestěhovali v roce 1920 do Bratislavy.

### Kulturní a společenský život vBratislavě
V 20. letech stáli s manželem u zrodu Literárního odboru Umělecké besedy slovenské, Hana se stala předsedkyní. Současně byla redaktorkou Slovenského východu. Udržovala kontakty s osobnostmi českého kulturního a uměleckého života, organizovala společenský život a literární salony, kterých se účastnili významní čeští, slovenští i zahraniční spisovatelé a osobnosti veřejného a politického života (Vlado Clementis, Laco Novomeský, Otokar Fischer aj.). Podporovala mladé umělce, jejich dům byl v letech 1920–1940 centrem setkávání mladé slovenské umělecké generace.

### Praha
Po smrti manžela se přestěhovala k dceři do Prahy. V době 2. světové války pracovala v protifašistickém odboji. Po osvobození pracovala v ženském a mírovém hnutí. Stala se čestnou předsedkyní „Svazu slovenských žen“, byla členkou „Společnosti pro hospodářství a kulturní styky se Sovětským svazem“, především díky kladnému vztahu k ruské literatuře. Pracovala na Memoárech a životopise Jozefa Gregora-Tajovského. Zemřela ve věku 73 let v Praze. Byla pochována ve slovenském Tajově, společně se svým manželem.

### Literární tvorba
Psala prózu pro dospělé, věnovala se i tvorbě pro děti. Její prvotinou byl překlad románu Dáždnik sv. Petra (Kálmán Mikszáth). Ve své první sbírce krátkých próz Ženy se kriticky vyjadřovala k otázkám rovnoprávnosti a postavení ženy ve společnosti, právu na rozvoj ženské osobnosti a možnost vzdělávání.
Ve sbírkách novel Môj svet, Pokorní ľudia a Zo srdca ještě kritičtěji zobrazovala dobové společenské rozpory. Maloměšťáctví, složité otázky 30. let na Slovensku, spojené s hospodářskou a politickou situací, jsou zobrazeny v románech Vlny duše a Čas nezastavíš. Hana Gregorová se zabývala osudy slovenských žen všech společenských vrstev, jejich rozčarováním v lásce i v manželství, a především nespravedlivým postavením žen v první třetině 20. století. Psala také cestopisné črty (Svet je tak krásny), v knize Slovenka pri krbe a knihe se snažila zobrazit pohnuté osudy slovenských žen, především ve štúrovském období.
Posmrtně vyšel výběr z jejích krátkých próz Trpké údely a Spomienky. Objevují se zde vzpomínky na starý Martin a Lilgův dům. Vzpomínala na osobnosti, jako byli Vladimír Hurban nebo jeho otec S. H. Vajanský, malíř Milan Thomka Mitrovský, Anna Ivanková, Tatiana Štefanovičová atd. Také je zde popsáno manželství s Tajovským, krize a návraty dvou velmi rozdílných osobností. Z českých osobností připomněla Františku Plamínkovou, Mílu Sísovou, Marii Majerovou, Annu Ziegloserovou, Alberta Pražáka, Otokara Březinu, F. X. Šaldu.
Velkou pozornost věnovala dětem a jejich rozvoji. I v pohádkách neměla ráda falešnou sentimentalitu, vyzdvihovala humanitu a lásku. Byla známá jako „teta Hana“ ve vysílání československého rozhlasu.

## Dílo

### Tvorba pro dospělé
- 1912 – Ženy, sbírka krátkých próz
- 1920 – Môj svet, kniha novel
- 1924 – Pokorní ľudia, kniha novel
- 1929 – Slovenka pri krbe a knihe
- 1930 – Zo srdca, kniha novel
- 1933 – Vlny duše, román
- 1935 – Svet je tak krásny, cestopisné črty
- 1938 – Čas nezastavíš, román
- 1945 – Radosť bez tône a slzy vekov
- 1946 – Ženy-matky za svetový mier, brožura
- 1949 – Cudzím dvorom, výběr z novel
- 1958 – Trpké údely, výběr z novel
- Spomienky (rukopis, knižně vyšly až po úpravě a zredigování její dcerou v roce 1979)

#### Překlady
- Dáždnik sv. Petra – Kálmán Mikszáth
- Pytačky: jednoaktovka – A. P. Čechov

### Tvorba pro děti
- 1922 – O Zorke, co každému svítila
- 1922 – Kytka
- 1926 – Oddané srdiečka
- 1931 – Rozprávočky z rádia
- 1933 – Pavko v Prahe

### Vydáno v Čechách a na Moravě
- Úvod do slovenské mluvnice; Bratom Čechom – Hviezdoslav. Štastie v nešťastí – Janko Jesenský. Otrok – Ivan Krasko. Rekrúti – Martin Kukučín. Hoj, zem drahá – Martin Rázus. Svetlonos – Hana Gregorová; uspořádal a poznámkami opatřil Jan Konečný. Holešov: František Malota a Jan Konečný, 1919
- O Zorke, čo každému svietila – Praha: s. n., 1922
- Slovenka pri krbe a knihe – s obálkou Martina Benku. Praha: Leopold Mazáč, 1929
- Zo srdca – Praha: Leopold Mazáč, 1930
- Rozprávočky z radia – Ilustroval K. Hrubý. Praha: Státní nakladatelství, 1931
- Pavko v Prahe – Ilustroval A. Kašpar. Praha: Unie, 1933
- Čas nezastavíš: román – Praha: Melantrich, 1938
- Kouzlo hraček – malovala Božena Vejrychová-Solarová; doprovázejí prosou: Albert Pražák, Hana Gregorová, Karel Chotek, veršem: Josef Hora, František Halas, Jaroslav Seifert, Vítězslav Nezval, Alexandr Bezymenský; přeložil Ladislav Fikar; předmluvu napsal Karel Chotek. Praha: Václav Naňka, 1945
- Československo: Kroje slovácké a slovenské – Bedřich Beneš Buchlovan, Hana Gregorová. Praha: Ministerstvo informací a osvěty, 1947

#### Překlad z češtiny
- Chrobáčky – pre malé i velké deti napísal Jan Karafiát. Praha: Unie, 1924

#### V češtině
- Kapitánka – in: 1000 nejkrásnějších novel... č. 87; úvod František Sekanina; přeložil František Frýdecký. Praha: J. R. Vilímek, 1915